# Tron: Legacy Reconfigured
Pour les articles homonymes, voir Tron (homonymie).
Albums de Daft Punk
Tron: Legacy
(2010) Random Access Memories
(2013)
Tron: Legacy Reconfigured (parfois stylisé Tron: Legacy R3C0NF1GUR3D) est une compilation de remixes de certains titres de Daft Punk issus de la bande originale de Tron : L'Héritage par des artistes comme Paul Oakenfold, Moby ou Avicii.
Le remix de End of Line par Photek a été nommé dans la catégorie meilleur remix d'un enregistrement non-classique à la 54e cérémonie des Grammy Awards. Le remix de "Derezzed" par The Glitch Mob a servi pour plusieurs outils promotionnels du film ainsi que dans des bandes annonces pour la série d'animation Tron : La Révolte.

## Historique
Tron: Legacy Reconfigured sort en parallèle à la sortie en vidéo de Tron : L'Héritage. Il a été vendu dans un coffret incluant le film, un EP de titres bonus de la bande originale, une copie du comic book Tron: Betrayal et un poster de l'apparition des Daft Punk dans le film.
Le manager de l'époque de Daft Punk, Pedro Winter, n'a pas été convié au projet et explique que le groupe ne l'a également pas été. Bien qu'il apprécie certains des remixes et des artistes présents, il regrette la façon de procéder de Disney.

## Critique
Les critiques sur cet album de remixes sont plutôt partagées. Sur l'agrégateur Metacritic, il récolte une note moyenne de 59/100, mais pour seulement 4 critiques recensées. Heather Phares de AllMusic pense que Tron: Legacy Reconfigured est une réponse aux critiques qui jugeaient que les titres originaux de la bande originale manquaient de « dancefloor movers ». Megan Ritt de Consequence of Sound pense que ces remixes sont plus accessibles que la bande originale de Daft Punk.
Jess Harvell de Pitchfork écrit que cet album est réussi à 50%. Benjamin Aspray du webzine PopMatters pense que Tron: Legacy Reconfigured n'est que « machine à fric » (« cash-in release » due à la déception engendrée par la bande originale et ajoute que certains remixes dépassent même certains titres originaux.
En 2011, le remix de End of Line par Photek a été nommé dans la catégorie du meilleur remix non classique (Best Remixed Recording, Non-Classical) lors de la 54e cérémonie des Grammy Awards.

## Liste des titres
| Édition standard | Édition standard         | Édition standard        | Édition standard | Édition standard | Édition standard | Édition standard | Édition standard | Édition standard | Édition standard |
| No               | Titre                    | Remixeur(s)             | Durée            |                  |                  |                  |                  |                  |                  |
| ---------------- | ------------------------ | ----------------------- | ---------------- | ---------------- | ---------------- | ---------------- | ---------------- | ---------------- | ---------------- |
| 1.               | Derezzed                 | The Glitch Mob          | 4:22             |                  |                  |                  |                  |                  |                  |
| 2.               | Fall                     | M83 vs. Big Black Delta | 3:55             |                  |                  |                  |                  |                  |                  |
| 3.               | The Grid                 | The Crystal Method      | 4:27             |                  |                  |                  |                  |                  |                  |
| 4.               | Adagio for Tron          | Teddybears              | 5:34             |                  |                  |                  |                  |                  |                  |
| 5.               | The Son of Flynn         | Ki:Theory               | 4:51             |                  |                  |                  |                  |                  |                  |
| 6.               | C.L.U.                   | Paul Oakenfold          | 4:35             |                  |                  |                  |                  |                  |                  |
| 7.               | The Son of Flynn         | Moby                    | 6:32             |                  |                  |                  |                  |                  |                  |
| 8.               | End of Line              | Boys Noize              | 5:40             |                  |                  |                  |                  |                  |                  |
| 9.               | Rinzler                  | Kaskade                 | 6:52             |                  |                  |                  |                  |                  |                  |
| 10.              | ENCOM, Part II           | Com Truise              | 4:52             |                  |                  |                  |                  |                  |                  |
| 11.              | End of Line              | Photek                  | 5:18             |                  |                  |                  |                  |                  |                  |
| 12.              | Arena                    | The Japanese Popstars   | 6:07             |                  |                  |                  |                  |                  |                  |
| 13.              | Derezzed                 | Avicii                  | 5:03             |                  |                  |                  |                  |                  |                  |
| 14.              | Solar Sailer             | Pretty Lights           | 4:32             |                  |                  |                  |                  |                  |                  |
| 15.              | Tron Legacy (End Titles) | Sander Kleinenberg      | 5:04             |                  |                  |                  |                  |                  |                  |
| 1:17:44          |                          |                         |                  |                  |                  |                  |                  |                  |                  |

| Édition - Australie | Édition - Australie | Édition - Australie | Édition - Australie | Édition - Australie | Édition - Australie | Édition - Australie | Édition - Australie | Édition - Australie | Édition - Australie |
| No                  | Titre               | Remixeur            | Durée               |                     |                     |                     |                     |                     |                     |
| ------------------- | ------------------- | ------------------- | ------------------- | ------------------- | ------------------- | ------------------- | ------------------- | ------------------- | ------------------- |
| 11.                 | End of Line         | Tame Impala         | 5:18                |                     |                     |                     |                     |                     |                     |
| 1:17:44             |                     |                     |                     |                     |                     |                     |                     |                     |                     |

## Classements
| Pays - classement                            | Meilleure position |
| -------------------------------------------- | ------------------ |
| Australie - ARIA Charts                      | 65                 |
| États-Unis - Billboard Top Electronic Albums | 1                  |
| Belgique (région flamande) - Ultratop 50     | 91                 |
| Canada - Canadian Albums Chart               | 24                 |
| Royaume-Uni - UK Albums Chart                | 59                 |
| États-Unis - Billboard 200                   | 16                 |